# Renault ZO (autorail)
Ne doit pas être confondu avec Renault Zo (automobile).
Le Renault ZO est un autorail à voie normale produit en 6 exemplaires Renault en 1933 pour l'administration des chemins de fer de l'État.
Ces autorails sont à l'origine affectés au transport de journaux depuis Paris vers certaines gares de province avec prise de voyageurs au retour. Ils cessent de circuler pour la SNCF en 1959. D'autres ZO, ainsi que le modèle amélioré ACB, sont également construits pour deux compagnies françaises de chemins de fer secondaires et pour une compagnie espagnole.

## Caractéristiques

### Caractéristiques techniques

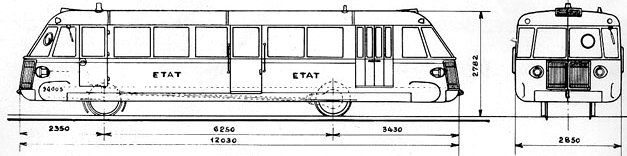
Diagramme d'un ZO.

Le ZO est une évolution du type VG. Il s'en distingue par la présence d'un poste de conduite à chaque extrémité, autorisant la réversibilité, et un moteur plus puissant (110 ch au lieu de 100). La vitesse limite de l'autorail est fixée à 90 km/h.
La caisse, composée d'une armature en bois recouverte de tôles, repose sur le châssis. L'autorail comporte deux essieux, dont un moteur, entraîné par un arbre sous la caisse depuis le moteur et la transmission situés à l'autre extrémité de l'engin. Les radiateurs de refroidissement du moteur prennent place sous les baies frontales, à chaque extrémité. L'autorail est équipé de freins à tambour. Deux portes coulissantes et deux portes pliantes permettent d'accéder au compartiment de l'autorail. Destiné à circuler seul, le ZO ne dispose pas de dispositif de tamponnement ni d'attelage.
À partir de 1935, le modèle ZO, légèrement modifié, est renommé ACB. Les ACB se distinguent principalement par l'agencement des portes et par leur vitesse maximale relevée à 100 km/h.

### Aménagements intérieurs et livrée
Les ZO peuvent transporter une trentaine de voyageurs sur des banquettes ou des strapontins. Ils ne sont pas équipés de toilettes.
Les rares photos disponibles, en noir et blanc, ne permettent pas d'apprécier exactement la livrée d'origine appliquée aux ZO, peut-être une caisse rouge rubis au-dessous des baies et gris perle au-dessus.

## Carrière

### Les autorails de l'État puis de la SNCF
Les six autorails ZO de l'État, fabriqués dans l'usine de l'île Seguin, commencent à circuler en 1934 ; ils sont d'abord loués à Renault, puis achetés en 1936. D'abord numérotés ZZ 24005 à 24010, ils sont ensuite renumérotés ZZR 10301 à 10306 puis X 10301 à 10306 par la SNCF.
Trois de ces engins sont affectés à Bois-Colombes, trois autres à Montrouge. Au départ des gares parisiennes de Saint-Lazare ou Montparnasse, il convoient exclusivement des liasses de journaux vers Le Havre et Caen ou vers Le Mans, Saumur et Thouars. Ce service cesse en 1937 lorsque le transport des journaux est repris par des trains classiques.
Pendant la Seconde Guerre mondiale, plusieurs ZO sont adaptés pour fonctionner avec un gazogène ; un autre est loué au chemin de fer Mamers - Saint-Calais. En 1950, seuls trois engins, X 10301, 10303 et 10304, circulent encore, aux dépôts de La Rochelle, Rennes et Batignolles-Remblai. Dernier exemplaire à rester en service, le X 10303 est radié en 1959.

### Autres propriétaires
D'autres réseaux mettent en service des autorails ZO. En 1935-1936, trois exemplaires sont acquis sur les lignes de la compagnie des chemins de fer secondaires du Nord-Est : le ZO 41 est affecté à la liaison Lunéville-Rambervillers, le ZO 42 à la ligne de Saint-Dizier à Doulevant-le-Château et le ZO 43 à la ligne de Saint-Quentin à Guise (ligne de la Régie des transports de l'Aisne).
La compagnie des chemins de fer du Nord achète six ACB1 en 1936, numérotés ZZ 751 à 756. Ils deviennent ZZ R 11001 à 11006 après la création de la SNCF et sont retirés du service en 1956 après avoir assuré des navettes ouvrières autour de Lille.
Quatre autres (du modèle ZO ou ACB2 selon les sources,) sont achetés par un réseau privé espagnol, la MZA, et numérotés MZA 9151 à 9154. Passés à la Renfe en 1941, ils sont radiés en 1960 mais l'un d'entre eux est cédé à l'Endesa. Il semble avoir été démoli après sa cession au musée du chemin de fer de Saragosse en 1991.

## Modélisme
L'ApocopA propose une version non peinte de la caisse du ZO à l'échelle HO. 